# Cours préparatoire
Ne doit pas être confondu avec Classe préparatoire.
Pour les articles homonymes, voir CP.
 (février 2020).
Si vous disposez d'ouvrages ou d'articles de référence ou si vous connaissez des sites web de qualité traitant du thème abordé ici, merci de compléter l'article en donnant les références utiles à sa vérifiabilité et en les liant à la section « Notes et références ».
Le cours préparatoire, en abrégé « CP », est la première classe de l'école élémentaire française et la quatrième année d'instruction obligatoire en France, durant laquelle se poursuit l'apprentissage de la lecture, qui est commencé en maternelle, éventuellement au jardin d'enfants ou garde à domicile, car avant le 1er septembre 2019 la maternelle n'était pas obligatoire.
Le CP correspond à la première année de cycle 2 (cycle des apprentissages fondamentaux). Malgré cela, jusqu'au 1er septembre 2019 c'était la première année de l'instruction obligatoire. Il s'agit par ailleurs de la première année où la famille de l'enfant peut recevoir l'allocation de rentrée scolaire, sous conditions de revenus. 
Les enfants y accèdent au mois de septembre de l'année où ils fêtent leur sixième anniversaire : leur âge à l'entrée de cette classe est donc obligatoirement compris entre 5 1⁄2 ans et 6 1⁄2 ans, sauf exception : élève ayant « sauté » la grande section de maternelle en passant directement de la moyenne section au CP (sauter le CP étant déconseillé)[réf. nécessaire], ou élève ayant doublé la petite section de maternelle (il vaut mieux éviter de doubler les autres sections et le CP)[réf. souhaitée]. Par ailleurs les enfants non francophones sont obligatoirement dans leur tranche d'âge, avec si nécessaire une classe d'adaptation (ainsi il n'y a plus, en France, d'élève de 9 ans en CP).[réf. souhaitée]
Les évaluations nationales concernent la classe de CP. Elles ont pour but d'informer le ministère du niveau des élèves et des classes. Elles sont instaurées à la suite des très mauvais résultats de la France dans les classements internationaux (qui concernent plutôt les adultes ayant achevé leur scolarité)[réf. souhaitée].
Il est suivi par le cours élémentaire 1re année ou CE1 (entre 7 ans et 8 ans) l'année suivante.

## Programmes
Savoir lire et écrire.

### Horaires et matières
Les élèves du CP bénéficient d'un enseignement multiple et complet de 26 heures hebdomadaires.
| Domaines                                      | Horaire minimum | Horaire maximum |
| --------------------------------------------- | --------------- | --------------- |
| Maîtrise du langage et de la langue française | 9 heures        | 10 heures       |
| Vivre ensemble                                | 30 minutes      | 30 minutes      |
| Mathématiques                                 | 5 heures        | 5 h 30          |
| Découvrir le monde                            | 3 heures        | 3 h 30          |
| Langue étrangère ou régionale                 | 1 heure         | 1 heure         |
| Éducation artistique                          | 3 heures        | 3 heures        |
| Éducation physique et sportive                | 3 heures        | 3 heures        |

Les activités de lecture et d'écriture sont quotidiennes et durent 2 heures 30[pas clair] minimum.